# 한진그룹 총수 일가 논란

## 물벼락 갑질 사건
2018년 4월 대한항공 조양호 회장의 딸이자 대한항공 여객마케팅부 전무 조현민은 광고대행사와의 회의에서 대행사 직원에게 유리잔을 던지며 물을 뿌린 사건이 발생하였다. 조현민은 "물컵을 던지지 않고 밀치기만 한 것이다"고 주장하고 있지만, 경찰은 당시 회의 참석자들로부터 매실 음료수가 들어 있는 종이컵을 얼굴에 던졌다는 진술을 확보한 것으로 알려졌다. 회의에 참석한 광고대행업체 직원 8명 가운데 2명이 이 음료수에 맞아 얼굴과 안경에 묻은 음료수를 닦은 것으로 전해졌다. 이 같은 진술이 사실로 확인될 경우 조 전무에게는 폭행 혐의가 적용될 수 있고, 컵으로 상대방을 맞혔거나 겨냥했다면 특수폭행 혐의가 추가된다. 경찰은 미국 국적자인 조현민 전무에 대해 출국정지를 신청하고 피의자로 입건해 정식 수사로 전환했다고 밝혔다.

## 대한항공 황제 의전 논란
한진그룹 조양호 총수 일가의 황제 의전 논란이 제기됐다. 대한항공 직원에 따르면 조양호 총수 일가를 'KKIP'라고 지칭하며 이들이 비행기를 타기 전 날에는 항공기 내외부의 대청소를 담당하는 '스폐셜크리닝팀'이 동원되며 평소에는 20~30분이면 전 좌석 청소를 끝내지만 조양호 일가가 탈 때면 4개 좌석 당 50~60분 정도가 걸린다고 밝혔으며 탑승 당일에는 1등석에만 대한항공 임직원 20명~30명이 모이며, 심지어 1차 하청업체 임원, 2차 하청업체 사장들이 항공기 청소 작업을 직접하는 광경을 목격했다고 폭로했다. 또, 항공기 창문 밖으로 풍경에 '낡은 장비'가 있으면 안되며 78번 게이트는 아예 비워져 있거나 대한항공 항공기가 주기돼 있어야 한다고 밝혔다. 또, 탑승 당일 게이트와 항공기의 연결 통로 내에 하청업체 임원들이 도열하여 조양호 일가를 맞이한다고 전했다. 기내식은 금테가 둘러진 도자기와 금장이 박힌 수저 등 '조양호 일가 전용 식기'에 제공된다고 밝혔다.

## 항공기 리베이트 탈세 혐의
1991년부터 1998년까지 외국 기업 두 곳의 항공기를 구매할 때 특정 회사의 엔진을 장착하는 조건으로 리베이트를 받았다. 이 중 일부인 1천685억원을 국내로 들여와 조중훈 명예 회장과 조양호 회장 등이 개인적으로 사용했다. 지난 1997년 11월 26일 600만달러의 리베이트를 국내로 반입하고 1998년 7월 29일에 이 중 18만달러 (2억 5천만원)를 개인 목적으로 사용하기 위해 3개를 당좌수표로 분산하여 현금화한 것으로 밝혀졌다. 또, 한진그룹 창업주 조중훈 일가는 이때 받은 리베이트를 조세 회피 지역인 '아일랜드 더블린' 지역에 100만달러를 출자해 설립한 현지 법인 KA사에 이전하여 1억 8천 400만 달러가 해외로 유출됐고, 이로 인해 814억원을 탈세한 혐의가 밝혀졌다.

## 대한항공 브랜드 사용료 논란
한진칼은 조양호 한진그룹 회장 일가가 지분 25%를 보유한 한진그룹 지주회사이며, 대한항공은 매년 매출액의 0.25%(2017년 기준 300억원)를 한진칼에 '대한항공 상표권' 사용료로 납부한다. 특허청에 따르면, 대한항공은 2013년 8월 6일 '대한항공'과 'Korean Air' 이름, 태극문양의 로고 등 상표권 전부와 진에어· 칼호텔 네트워크 등의 계열사 주식, 서울 서소문사옥, 현금 및 예금 1000억원을 한진칼에 넘겨줬다. 한진칼은 대한항공으로부터 상표권을 넘겨받기 닷새 전인 2013년 8월 1일 대한항공으로부터 계열 분리된, 한진그룹의 지주 회사다. 조양호 회장과 장녀 조현아, 장남 조원태, 차녀 조현민은 대한항공의 주식을 모두 넘기고 한진칼의 주식을 받았다. 이후 조양호 회장 일가는 2014년 ~ 2017년까지 세 번에 걸쳐 37억원의 현금 배당을 받았다. 오너 일가가 한진칼에서 수십억원대의 배당금을 받았던 이 시기, 대한항공은 저유가·항공수요 증가가 겹친 호황기였음에도 한진해운 부실처리 문제를 떠안으며 곤란을 겪게 되었다. 사정이 어려워 수 년간 주주들에게 배당금을 지급하지 못하던 대한항공이 2014년 ~ 2017년까지 오너 일가의 지분이 몰려있는 한진칼에 지불한 '대한항공 상표권 사용료'와 '건물 임대료'는 1,229억원으로 밝혀졌다.

## 집사, 수행기사 폭언 논란
2011년 초 3개월 동안 이명희 이사장의 수행기사로 일했던 A씨가 '이명희 이사장의 갑질'을 폭로했다. 수행기사 A씨는 이명희의 집을 관리하는 집사 역시 갑질의 피해자라고 폭로했다. "집사가 조금만 늦어도 바로 ‘죽을래 XXX야’, ‘XX놈아 빨리 안 뛰어 와’ 등 욕설이 날라왔기 때문에 집사는 항상 집에서 걷지 않고 뛰어다녔다”고 전했으며 “당시 가정부로 필리핀 여자가 있었는데 아마 (우리말 표현을 정확히 다 알아듣는) 한국사람이었으면 버티지 못했을 것”이라고 말했다. 또, 이명희는 수행기사 A씨에게도 갑질을 서슴지 않았다고 폭로했다. “운전을 하지 않을 때는 종로구 구기동 자택에서 대기하면서 집안일을 도왔는데 그때마다 집사와 함께 욕을 먹었다”며 “이것밖에 못 하느냐며 XXX야"라는 폭언을 들었다며 괴로웠던 당시 상황을 전했다. 특히 집 앞마당에 있는 화단을 관리할때에는 이명희가 더 예민하게 반응했는데 비료, 기구등을 옮길때마다 항상 폭언을 들어야 했다고 전했다. 수행기사 A씨가 근무한지 2주쯤 되자, 당시 서울 종로구 구기동 자택에 오전부터 대한항공 임직원 5~6명이 줄줄이 호출됐는데 직원들이 거실에 일렬로 서자 이명희의 욕설이 시작됐으며 당시 불려 온 직원 중 50대로 보이는 직원에게 ‘이따위로 일을 할 거냐’며 차마 입에 담지 못할 욕설과 폭언과 함께 “물건을 집어 던졌는지 당시 집 안에서 유리가 깨지는 소리도 들렸다”며 당시 상황을 전했다.

## 변칙 증여 사건
조중훈 명예회장은 1990년 이후 자녀들에게 회사 경영권을 물려주기 위해 회사 자금 1천 579억원을 유출시켜 계열사 주식 취득 자금으로 이용했다. 1994년 10월에는 대한항공 주식 75만주를 매각하고 취득한 대금을 5개 은행 지점에서 수표로 찾아 본인 명의의 종합금융사 어음관리계좌(CMA)에 분산관리 하다가 1995년 1월 조양호 등 6명의 수익 증권 계좌에 입금 시키는 방식이었다. 이 돈은 유상 증자 대금으로 사용됐으며, 이 수법으로 총 967억원의 소득세와 증여세를 탈세했다.

## 대한항공 경비 용역 노동자 사택 노예 갑질
대한항공 시설경비 용역 노동자 중 5명이 조양호 회장의 서울 평창동 사택에서 근무해온 사실이 드러났다. 근로계약서에는 근무 부서가 ‘항공마케팅팀 정석기업(계열사) 평창동’으로 기재돼 있었다. 하지만 24시간 맞교대로 근무하는 이들 사택 노동자들은 조 회장의 부인 이명희씨가 부리는 ‘사택노예’나 다름없었다. 이들이 조양호 회장의 사택에서 근무하면서 작성한 작업일지에는 경비업무와 무관한 ‘한옥마루 칠’ ‘생수 운반’ ‘조경’ ‘주방청소’ ‘강아지 똥 치우기’등이 기재돼 있었다. 근로자의 증언에 따르면 "근로계약서 상 휴게시간은 10시간이지만 잠시 자리를 비우면 이명희에게 꾸지람을 듣기 때문에 야간 4시간 잠자는 것 외에 휴게시간은 없는 것이나 마찬가지였다"며 "경비 업무는 기본이고, 애견관리, 조경, 청소, 빨래 등의 일을 했고, 2014년부터 일하면서 연차 휴가는 단 한번도 사용하지 못했다"고 밝혔다. 또, 일을 제대로 못하면 이명희의 욕설과 폭언, 심하면 물건을 집어 던지기도 하는 행태를 견뎌야 했다고 폭로했다.

## 보안 검색대 특별 대우 논란
2018년 4월 대한항공 전직 기장이 조양호 한진그룹 총수 일가의 특별대우에 대해 폭로했다.
조 회장 일가는 미국 입국 때에도 보안검색 등 별다른 제약을 받지 않는다며 이는 해외지점 직원들이 미국교통안전국, TSA에 사전 협조를 구하기 때문이라고 밝혔다. 그런데 한 번은 TSA직원이 매뉴얼대로 조현민 전무에게 목걸이와 귀걸이를 빼고, 신발을 벗게 한 뒤 보안검색을 했고, 조현민은 이 일로 해외지점 직원에게 신문과 잡지를 던지고 폭언을 퍼부었다고 당시 해외지점 직원들의 증언도 이어졌다. 또, 해외 지점 직원들이 나서 회장 일가가 탄 비행기가 늘 공항 출입구에서 가장 가까운 곳으로 배정되도록 사전에 조치를 취해왔음도 증언을 통해 드러났다.

## 경비원 가위 폭행 논란
2016년 4월 오전 이명희는 서울 평창동 자택의 출입문 관리가 제대로 되지 않았다는 이유로 정원에서 경비원들을 크게 질책했다. 경비원 A씨가 '근무 교대를 위해 출입문을 열어뒀다'는 취지로 설명하자 이명희는 크게 화를 냈고, 이 과정에서 이명희가 평소 휴대하고 다니던 조경용 가위를 경비원 A씨가 있는 방향으로 던졌던 것으로 드러났다. 가위는 경비원 A씨를 비껴가 A씨의 앞에 꽂혔다고 한다. 경비원 A씨는 사건 당일 이명희에게 해고 당한 것으로 드러났다.
경찰은 2018년 5월 28일 이 같은 진술을 확보하고 이명희를 소환해 조사할 방침이라고 밝혔다. 
2020년 6월 2심 재판을 통해 집행유예를 선고 받았다.

## 대한항공 086편 회항 사건
2015년 12월 5일 미국 뉴욕의 존 F. 케네디 국제공항을 출발해 인천국제공항으로 가던 대한항공 086편 여객기 내부에서 객실 승무원의 마카다미아 제공을 당시 대한항공 부사장인 조현아가 이를 문제삼아 기장과 사무장을 협박하여 강제 회항시킨 사건으로 자세한 내막은 상단 링크 참조, 일명 땅콩 갑질이라 하며, 갑질도 이때 생겨난 말이다

## 70대 노인 폭행 사건
조원태가 2005년 3월 22일 77세 여성을 폭행해 논란이 있었다. 조원태 당시 대한항공 경영전략본부 기획팀 부팀장은 서대문구 연세대 정문 앞에서 가족 5명을 태우고 운행하던 태씨 차량 앞으로 무리하게 끼어들기를 시도하며 태씨의 정차 요구를 무시하고 버스전용차로 등을 질주했다. 교통정체에 막혀 이화여대 후문 앞에서 멈춰야 했던 조씨는 태씨 일행과의 실랑이 과정에서 태씨의 어머니(77)를 밀어 넘어뜨려 입건됐었다. 땅에 머리를 부딪쳤던 태씨의 어머니는 5일간 병원에 입원했었으며. 자신의 어머니를 넘어뜨린 것에 격분해 조씨를 밀쳤던 태씨도 이 때문에 불구속 입건됐다.

## 정·재계 VIP 수하물 프리패스 논란
전직 대한항공 직원인 A씨는 2018년 4월 26일 언론과의 인터뷰에서 “수하물팀에서 총수 일가뿐만 아니라 정·재계 VIP들의 수하물을 ‘프리패스’시키는 일을 담당했다”면서 “그들의 수하물은 보안 검색도 하지 않고 통과했다”고 폭로했다. A씨는 “총수 일가의 물품은 주로 그날의 마지막 비행기를 통해 국내로 들어왔다”면서 “이 물품들이 수하물을 찾는 컨베이어벨트 위에서 주인 없는 짐처럼 계속 돌고 있으면 수화물팀 직원들이 달려가 옮겼다”고 전했다. 이어 “주인 없는 수하물 중에는 일부 적발되지 않은 밀수품들이 있을 수 있어 세관 직원들이 꼼꼼하게 검사를 하는 편이지만 공항 직원이 옮기는 총수 일가의 수하물에 대해서는 검사를 하지 않았다”고 밝혔다. 실제로 대한항공은 VIP 등급을 A1, A2, A3로 구분한 것으로 알려졌다. 특히 조 회장 일가와 극소수의 대기업 총수 등이 포함된 A3 멤버에게는 수하물 대리 운반 서비스가 제공되고 검색 역시 허술하게 이뤄진 것으로 전해졌다. 또, A씨는 “관세청뿐만 아니라 농림축산검역본부도 대한항공과 유착돼 있었다”면서 “승무원이 과일 700g만 들여와도 적발되면 난리가 나는데, 조 회장 일가가 해외에서 들여오는 각종 과일이 한 번도 적발되지 않았다는 것은 검역본부 직원들이 알고도 다 눈감아 줬다는 증거”라고 폭로했다. 이어 검역본부가 지난 23일 대한항공 측에 공문을 보내 직원들의 휴대 물품에 대한 검색을 강화하겠다고 밝힌 것에 대해서도 “뻔뻔하다”고 비판과 함께 “항공사와 관세청 및 세관, 검역본부 사이의 ‘공항 적폐’는 수십년간 지속돼 왔고, 언론에 보도된 내용은 대부분 사실”이라면서 “공항에 근무하는 공항경찰대를 비롯해 국가정보원과 국군기무사령부 등도 그동안 공항이 ‘좌석 업그레이드’로 대표되는 각종 민원의 온상이었고 ‘VIP 프리패스’가 존재한다는 사실 정도는 다 알고 있을 것”이라고 말했다.

## 항공승무원 호텔 행사 도우미 강제 동원 논란
대한항공이 1조 원을 들여 완공한 LA의 윌셔그랜드센터에서 2018년 1월 열린 파티에 대한항공 승무원들이 강제로 동원했다는 폭로가 나왔다. 신임 LA 상공회의소장의 취임 축하를 겸한 연회와 저녁 식사 자리가 있었는데, 분위기를 좋게 해야 한다며 여자 승무원 10명 정도가 차출한 것으로 드러났다. 이 같은 사실이 드러나자 대한 항공은 회사 이미지 차원에서 관례적으로 행한 것이며, 비행 후 휴식시간은 규정에 맞게 지켰다고 해명했다.

## 교통경찰 뺑소니 사건
조원태는 2000년 6월 차선을 위반하여 이를 단속하려던 교통경찰을 치고 100미터가량 달아나다 시민들에게 붙잡혀 공무집행 방해 혐의로 입건됐었다.

## 인하대 시위자 폭언 논란
2012년 인하대 운영과 관련해 피켓시위를 벌이던 시민단체 관계자들에게 거친 말을 해 논란을 빚기도 했다. 조원태는 당시 인하대와 인하공전, 항공대를 운영하는 재단의 이사였다. 이후 2014년 12월 인하대 교수회로부터 재단 이사 사퇴를 요구받았다. 인하대 교수회는 당시 ‘새 총장 선임에 즈음한 교수회의 입장’이란 성명서를 발표하고“재단 이사장 자녀의 부적절한 언행이 사회적 지탄을 받고 있으며 대학 재단 이사장의 직계 자녀는 이사회에서 배제돼야 한다”고 요구했다. 당시 인하대 총장들은 3대 째 임기를 다 채우지 못하고 물러났다.

## 재산 편법 증식 논란
2015년 11월 조현아 전 대한항공 부사장, 조원태 대한항공 부사장, 조현민 대한항공 전무 등 조양호 회장의 세 자녀가 보유하던 싸이버스카이 지분을 대한항공에 모두 팔았다. 싸이버스카이는 대한항공 기내면세점 운영을 주력으로 하는 회사인데 오너 3세의 편법 재산 증식과 일감 몰아주기 논란을 빚어왔던 회사이다. 대한항공은 5일 조양호 회장의 3자녀가 보유한 싸이버스카이 주식 9만9900주 전량을 63억 원에 취득한다고 밝혔다. 한진그룹 오너 삼남매가 이 회사의 지분을 각각 33.3%씩 지분을 보유하고 있었다. 오너 일가의 개인회사인 셈이다. 싸이버스카이는 2014년에 매출 49억300만 원을 거뒀는데 그 중 대한항공과의 내부거래 비중이 81.5%에 이르렀었다.

## 제주 칼호텔 접시 폭행 논란
제주 칼호텔의 전·현직 직원들은 대한항공 조양호 회장이 직원들에게 폭언과 폭행을 했다고 폭로했다. 2011년 조양호, 이명희 부부가 예고없이 제주 칼호텔 19층의 중식당을 찾았을 당시 별실이 모두 차 있어 일반석으로 안내하자 고성이 시작됐다고 전했다. 조회장은 대한항공 제주지역 본부장, 호텔 총지배인, 식음료 팀장 등 여러 관리자를 불러 고함을 치던 중 테이블 위에 있던 작은 유리 그릇을 식당 간부를 향해 집어 던졌던 것으로 알려졌다.

## 진에어 불법 등기 임원 논란
조현민 진에어 마케팅본부 본부장 (부사장)이 2010년부터 2016년까지 6년간 불법으로 진에어 등기임원에 올랐던 것으로 확인되어 논란이 일었다. 2018년 '물벼락 갑질 논란'으로 사퇴 압력이 거세지는 가운데 조현민 부사장이 오랫동안 불법적인 경영지위를 누린 사실이 추가로 드러나면서 또 다른 논란이 되고 있다. 연합뉴스가 금융감독원 전자공시시스템 등을 통해 확인한 진에어 관련 공시를 종합하면 '조 에밀리 리'(CHO EMILY LEE)라는 인물이 2010년 3월부터 2016년 3월까지 진에어 사내이사로 등재됐다. 외국인이 국적항공사 등기임원으로 오른 것은 명백한 불법이다. 항공사업법 제9조는 '국내·국제항공운송사업 면허의 결격사유' 중 하나로 임원 중에 '대한민국 국민이 아닌 사람'이 있는 경우를 꼽고 있다. 진에어 관계자에 따르면 조현민 부사장은 당시 논란의 소지가 있어 2016년에 등기 임원을 사임한 것으로 안다고 밝혔다.

## 제주 제동목장 영빈관 폭행 논란
조양호 회장의 부인인 이명희 이사장이 2011년 제주 제동목장 영빈관에서 열린 평창 올림픽 유치 축하연 자리에서 지배인을 폭행했다는 주장이 제기됐다. 증언에 따르면 당시 행사에 미리 도착한 이명희 이사장이 장식과 음식이 마음에 들지 않자 소리를 지르기 시작했고, 결국 분에 못이겨 지배인의 정강이를 걷어찬 것으로 알려졌다.

## 백조 갑질 논란
2018년 4월 26일 한진그룹 임직원들에 따르면 이명희 이사장은 2005년 제주도 제주시 조천읍 소재 제동목장에 위치한 한진그룹 총수 일가 전용 별장에 관상용 백조 '울음고니' 2마리를 들여왔다고 밝혔다. 그 중 한 마리는 죽었고 또 다른 한 마리는 살아있는 상태인데 한진그룹 대한항공의 화물 담당 직원들은 "이명희 이사장이 해외에서 멸종 위기종인 울음고니를 밀반입했다"고 증언했다. 이명희 이사장은 제동목장에 백조 관리 전담 직원을 따로 뒀다고 증언을 통해 전해졌으며 제동목장 직원들은 "이명희 이사장이 오기만 하면 백조의 질병 등 관리 문제로 직원을 윽박지르는 일이 반복됐다"며 "화가 많이 날 때는 (직원을) 발로 차는 일까지 있었다"고 폭로했다. 백조 담당 직원들뿐 아니라 한진그룹 계열사 사장급 임원들도 농작물 관리 실태와 백조 건강 상태를 한진그룹 등기임원이 아닌 이명희 이사장에게 보고해야 하는 일을 떠맡았고, 이 과정에서 상당한 자괴감을 느꼈다고 직원들은 전했다. 대한항공 직원은 "한진그룹 계열사 사장급을 포함한 임원들이 목장을 방문하면 백조 상태 등을 돌아보고 이명희에게 보고하곤 했는데 보고가 부실하거나 백조가 아프면 걷어차이는 등 질책을 받았다"고 전했다. 또 다른 한진그룹 직원은 "목장에선 임원보다 백조의 지위가 높으니 부회장급이나 다름없다는 농담까지 퍼졌다"고 덧붙였다. 이에 대해 한진그룹 측은 "울음고니는 본래 한진 계열사에서 운영하는 제주민속촌에 전시하기 위해 적법한 절차를 거쳐 수입한 것"이라며 "이후 백조가 적응을 잘 못해 제동목장에 데려다 둔 것뿐"이라고 해명했다. 이어 "산란기가 끝나면 백조를 민속촌에 다시 보내겠다"고 말했다.

## 제주 올레길 차단 갑질
사단법인 제주올레는 지난 2007년 10월 쇠소깍에서 출발해 섶섬이 코앞에서 보이는 보목포구까지 이르는 올레6코스를 개장했다. 코스 개발에는 서귀포칼호텔 직원들도 적극 참여했으며, 사전 협의 절차를 거쳐 거믄여해안이 한눈에 내려다보이는 호텔 정원 일부 구간을 코스에 포함하기로 했다. 그런데 2009년 10월 호텔 측이 올레 탐방객의 안전사고를 이유로 일방적으로 폐쇄했으며, 뒤늦게 밝혀진 실상은 호텔 소유주인 조양호 회장의 부인인 이명희의 폐쇄 명령 때문인 것으로 드러났다. 당시 호텔 정원을 지나는 올레꾼 무리를 본 이명희는 “저것들 뭐야, 당장 길을 막아”라며 욕설을 했고, 호텔 책임자들은 이명희의 지시에 따라 폐쇄 조치를 하게 됐다는 게 제주올레 관계자의 설명이다. 제주올레 관계자는 “처음에는 우리도 안전상 책임 문제 때문에 폐쇄한 줄 알았는데 나중에 알고보니 오너 부인의 지시가 있었다”며 “올레길을 낼 때 웬만하면 도로를 피하는 게 원칙이었는데 어쩔 수 없이 도로쪽으로 우회하도록 코스를 바꿨다”고 전했다. 그런데 호텔 정원 일부 구간이 국토교통부 소유의 공유수면(구거)인 것으로 확인되면서 대기업이 국가 자산을 임대해 경관을 사유화하고 있다는 지적을 제기됐다. 서귀포시에 따르면 호텔 측은 지난 1996년부터 호텔 부지 내 작은 개울 약 1만5120m2(4574평)에 대한 사용허가를 받고 현재까지 이용 중이다. 이 부지는 국토부 소유이며 허가 및 관리는 서귀포시청에서 담당한다. 서귀포 칼호텔 측은 해마다 서귀포시에 1520만원가량의 임대료를 내고 있는 것으로 알려졌다.

## 인천 하얏트 호텔 공사장 폭행 논란
조양호 회장의 부인, 이명희 이사장이 2014년 5월 인천 하얏트호텔 증축 공사 당시 현장에 등장해 직원들을 상대로 행패를 부리는 영상이 공개돼 논란이 일었다. 피해자들은 당시 조경 공사를 맡았던 업체 직원들인 것으로 알려졌다. 영상에 따르면 이명희 이사장이 행패를 부리는 동안 건장한 남성들 조차도 눈치를 보며 아무도 말리지 못한 것으로 드러났다.

## 일등석 경고 방송 금지 지시 논란
조양호 한진그룹 회장의 아들인 조원태 대한항공 사장이 기내 일등석에서는 비행과 관련한 '경고 방송'을 하지 말라고 지시했다는 폭로가 나왔다. 위험을 알리는 안내 방송이 나오면 기내 모니터의 게임 화면이 끊긴다는 이유에서다. 이후 대한항공은 '경고 방송' 지침을 바꾼 것으로 드러났다.

## 휴가비를 회삿돈으로 처리 논란
전직 대한항공 회장 비서실 직원은 조양호 회장 일가가 해외에 휴가를 갔을 때, 모든 제반 비용을 대한항공 회사 비용으로 처리했다고 밝혔다. 이 직원은 이 비용에 대해 해외지점에서 '판촉비'나 '접대비' 명목으로 고객사를 접대한 것처럼 꾸몄다고 폭로했다.

## 리모델링 작업자 폭행 논란
2018년 4월 조양호 회장의 부인이자 이명희 일우재단 이사장의 과거 갑질 사실에 대한 폭로가 잇따라 밝혀져 논란이 일고 있다. 과거 조양호 회장 자택의 리모델링 공사를 하던 작업자를 무릎 꿇리고 따귀를 때리려다가 작업자가 이를 피하자 고성을 지르며 무릎을 걷어차는 등 폭력을 행사했다는 증언과 녹취록이 공개됐다.

## 인천 하얏트 호텔 폭언 논란
한진그룹의 계열사인 인천 하얏트 호텔에서 과거 벌어졌던 만행이 공개됐다. 인천 하얏트 호텔의 2층 정원에 있던 이명희를 못알아 본 직원이 "할머니 여기 함부로 오시는 데 아니에요. 나오세요" 라고 말했다가 수차례 폭언과 욕설을 듣고 결국 그날로 해고됐다고 전해졌다.

## 대한항공 일등석 라운지 갑질 논란
인천공항 대한항공 일등석 라운지에서 벌어진 갑질 문제가 제기됐다. 직원들에 따르면 대한항공 일등석 라운지는 이명희 이사장과 장남 조원태, 장녀 조현아, 막내딸 조현민이 매일 오다시피 했다. 총수 일가가 나타나면 모든 직원은 대기 상태에 돌입했으며, 이명희 이사장은 이곳에서 음식이 식었다면서 접시를 집어던진 적이 있던 것으로 전해졌다. 당시 폭언을 들은 요리사는 자괴감을 느끼고 퇴사했다고 알려졌다.

## 해외 밀수품 반입 논란
한진그룹 일가가 대한항공 조직과 항공기를 동원하여 장기간 조직적으로 밀수를 해왔다는 의혹이 제기되었다. 최근 대한항공 관계사에서 퇴직한 A씨는 해외 지점에서 일했던 9년 동안 자신의 업무는 거의 조현아, 조현민 자매의 물건을 한국으로 배송하는 것이었다고 밝혔다. 조현아, 조현민 자매가 인터넷 쇼핑으로 낙점한 상품들이 해외 지점으로 배송되면 이를 공항으로 옮긴 뒤 대한한공 1등석에 실었다는 것이다. 물건들은 주로 현지 고급 백화점이나 유명 브랜드 로고가 있는 상자에 담겨 있었고, 명품 가방은 물론 각종 생필품도 들어 있었다고 전했다. 물론 나갈 때도 들어올 때도 세관 신고는 없었다고도 밝혔다. 밀수품목은 명품 가방에서부터 통관이 금지된 과채류까지 포함되어 있다. 한편, 대한민국 관세법은 밀수를 위해 사용한 선박이나 항공기 등의 운송도구를 몰수하도록 규정하고 있다.

## 같이 보기
- 대한항공
- 한진
- 조양호
- 이명희
- 조원태
- 조현아
- 조현민
- 대한항공 086편 회항 사건